# 新井保美
新井 保美（あらい やすみ、1943年12月20日 - ）は、埼玉県の政治家。勲等は旭日双光章。元吉見町長（3期）。

## 人物
埼玉大学教育学部卒業。埼玉県教員、埼玉県教育局西部教育事務所長、川島町教育長を経て、2005年5月8日、吉見町長に就任。2017年4月23日に投開票が行われた町長選にて落選。父は、吉見町長を4期務めた新井敬三である。
2025年（令和7年）春の叙勲で旭日双光章を受章した。